# Veelböken
Veelböken ist eine Gemeinde im Landkreis Nordwestmecklenburg in Mecklenburg-Vorpommern (Deutschland). Sie wird vom Amt Gadebusch mit Sitz in der Stadt Gadebusch verwaltet.

## Geografie
Die Gemeinde Veelböken liegt zwischen Schwerin und Lübeck in einem Grundmoränengebiet zwischen den Flüssen Radegast und Stepenitz.
Umgeben wird Veelböken von den Nachbargemeinden Upahl und Rüting im Norden, Mühlen Eichsen im Osten, Dragun im Südosten, Gadebusch im Südwesten sowie Wedendorfersee im Nordwesten.
Zur Gemeinde gehören die Ortsteile Botelsdorf, Frauenmark, Hindenberg (früher auch Hindeberg), Passow, Passow Ausbau, Paetrow, Rambeel und Veelböken.

## Geschichte
Passow wurde im Jahr 1230 als Parsowe urkundlich genannt. Der Name stammt vom altslawischen prah ab und deutet auf den slawischen  Lokator hin, also Ort des Parš.
1944 kam es in der Gemeinde zu Morden an amerikanischen Fliegern, für die in den Dachauer Fliegerprozessen sechs Personen, darunter der Blockwart von Veelböken, zum Tode verurteilt wurden.

## Dienstsiegel
Die Gemeinde verfügt über kein amtlich genehmigtes Hoheitszeichen, weder Wappen noch Flagge. Als Dienstsiegel wird das kleine Landessiegel mit dem Wappenbild des Landesteils Mecklenburg geführt. Es zeigt einen hersehenden Stierkopf mit abgerissenem Halsfell und Krone und der Umschrift „GEMEINDE VEELBÖKEN • LANDKREIS NORDWESTMECKLENBURG“.

## Sehenswürdigkeiten

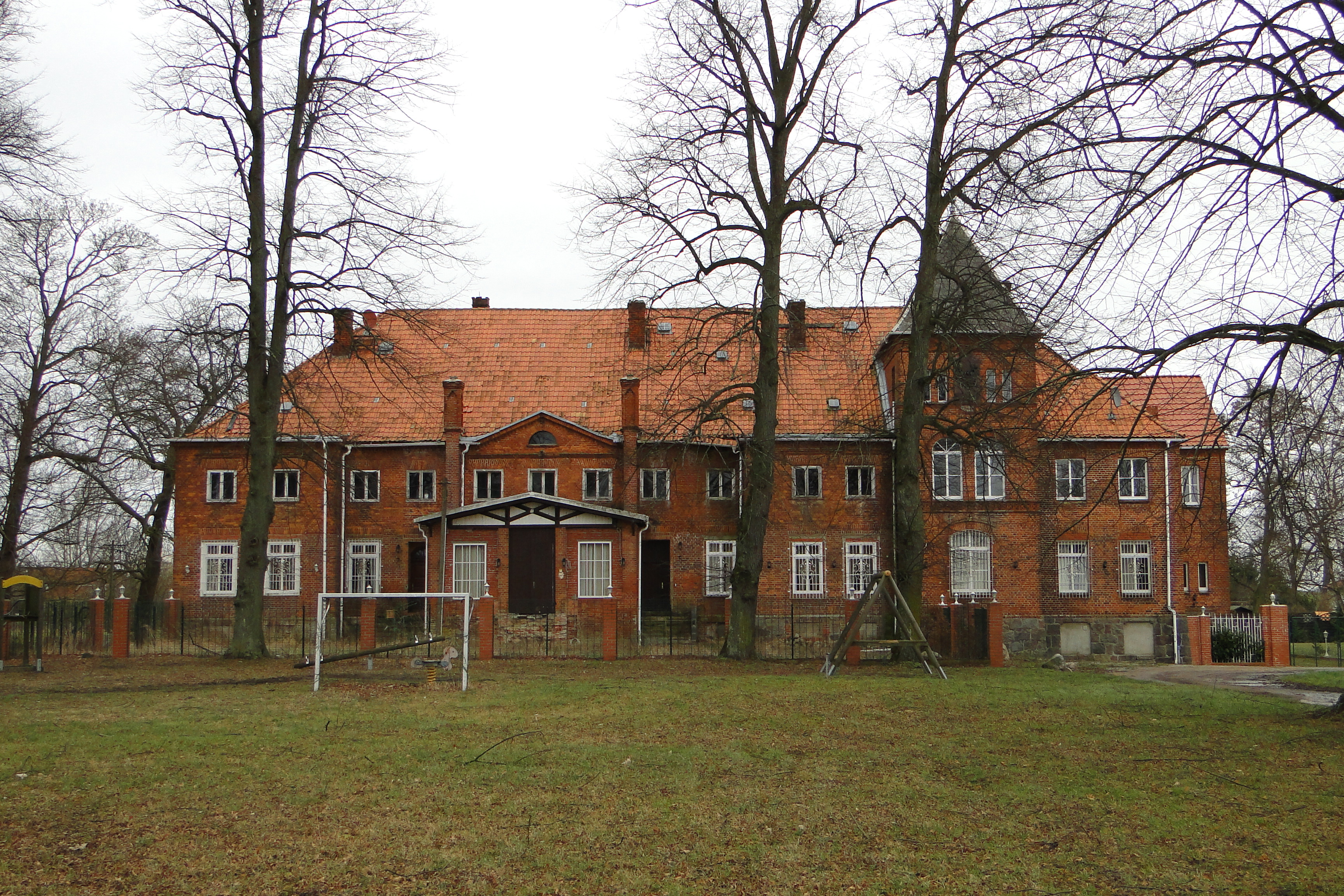
Gutshaus Hindenberg

- Gutshaus in Veelböken: zweigeschossiger Putzbau, Umbau zum Alten- und Pflegeheim
- Gutshaus Hindenberg: zweigeschossiger, mehrfach (1833, 1896) umgebauter Backsteinbau aus dem 19. Jahrhundert
- Verschiedene Bauernhäuser in Passow und Rambeel

## Wirtschaft und Verkehr

### Wirtschaft
In Veelböken spielt die Landwirtschaft eine große Rolle, mehrere Agrarbetriebe bewirtschaften die Anbauflächen und betreiben Milchwirtschaft und Schweinezucht. Das ehemalige Gutshaus in der Gemeinde wurde zu einem modernen Alten- und Pflegeheim umgebaut. Die Natur in der Umgebung ist weitgehend intakt, neben Störchen kann man hier die selten gewordenen Seeadler beobachten.

### Verkehr
Die Bundesstraße 208 von Wismar nach Gadebusch führt 1 km an Veelböken vorbei. Am etwa 6 km entfernten Bahnhof Gadebusch besteht Bahnanschluss über die Strecke Rehna–Schwerin in die Landeshauptstadt.

## Persönlichkeiten
- Michael Tryanowski (1919–2018), Straßenmusikant und Rostocker Original